# United States Customs and Border Protection

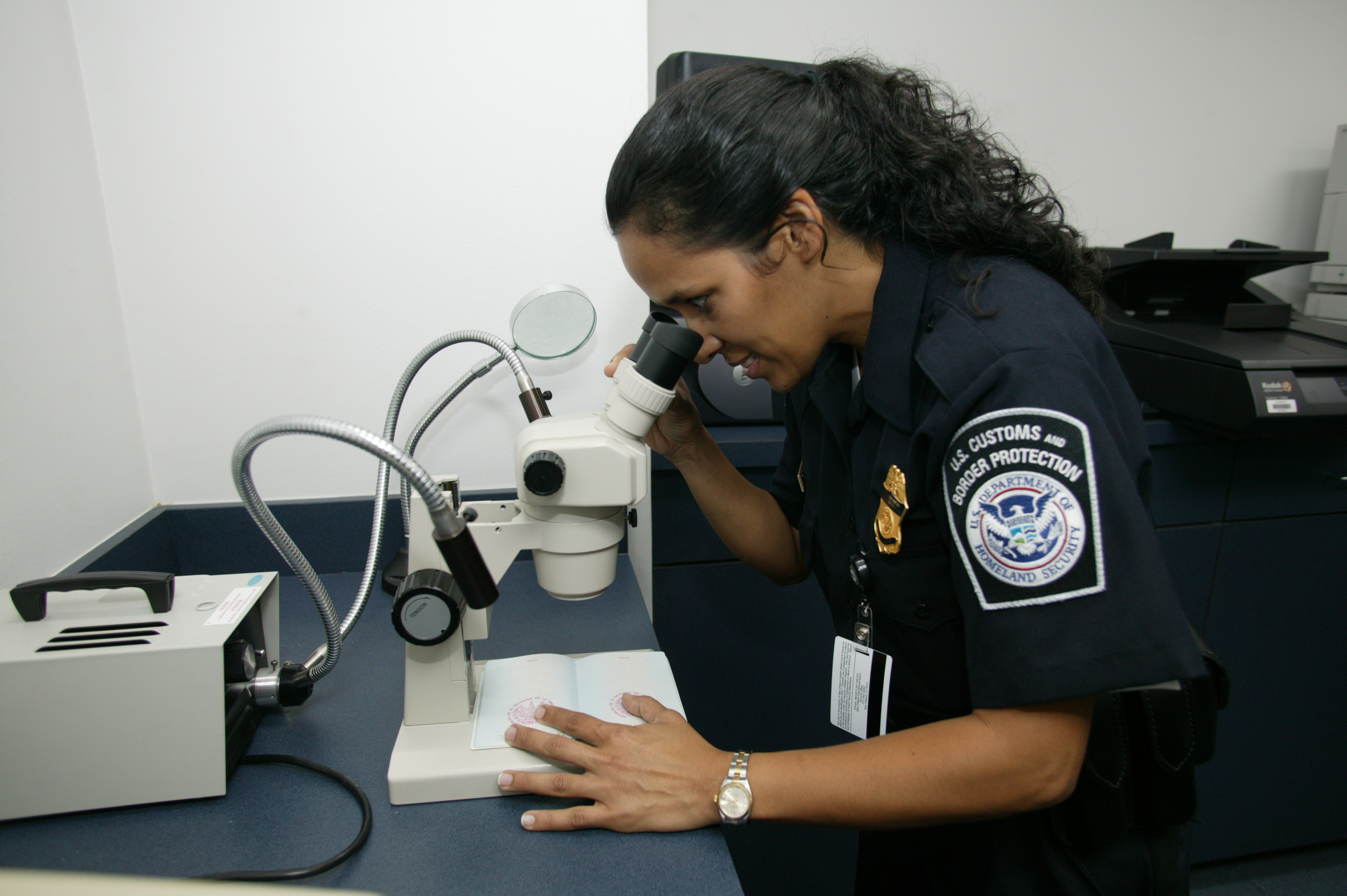
Verifica di autenticità del documento di viaggio

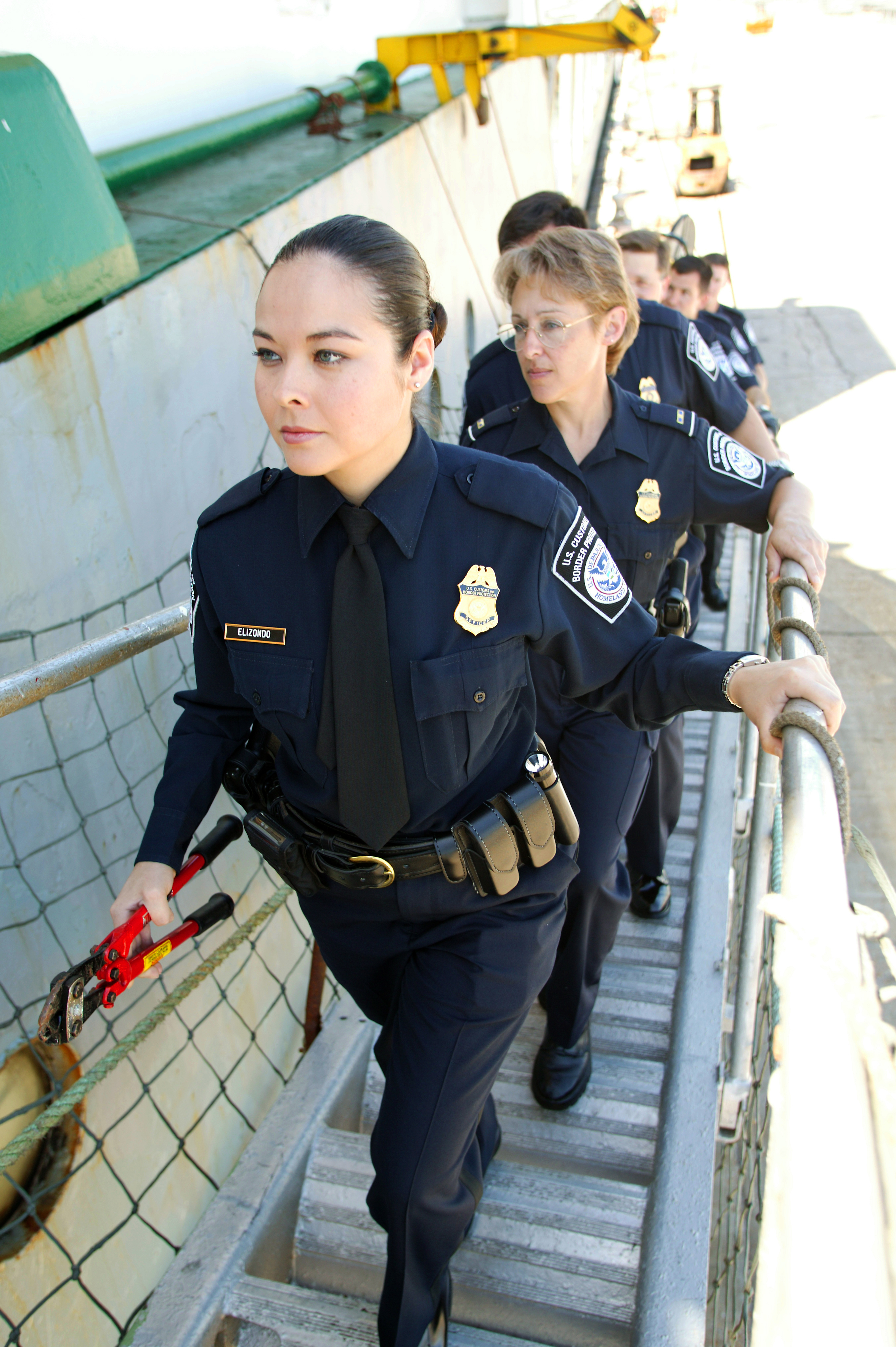
Agenti del CBP salgono a bordo di una nave

La U.S. Customs and Border Protection (in italiano ufficialmente: Dogane e Polizia di Frontiera degli Stati Uniti; abbreviato come CBP) è la maggiore tra le forze dell'ordine per la sicurezza delle frontiere che espleta servizio di polizia di controllo doganale e di transito presso i varchi di confine nazionali; è posta alle dipendenze del Dipartimento della sicurezza interna statunitense.
È il corrispondente statunitense della Specialità di Frontiera della Polizia di Stato italiana, che effettua il controllo sulle persone e  mezzi, nei vettori di trasporto e sicurezza aereo-portuale. Inoltre il servizio nelle dogane terrestri, aeroportuali, e marittime che è il corrispondente della Guardia di Finanza.